# Imerinafovoany
Imerinafovoany est une petite ville de Madagascar située dans le commune de Talatamaty, district d'Ambohidratrimo.
Des banques et écoles privées s'y sont implantées bien que Imerinafovoany ne possède qu'un établissement scolaire public, l'EPP Imerinafovoany.
En 2020, Imerinafovoany a vu naître la première école pour enfants autistes et trisomiques, le EATH, dans le quartier d'Antanifotsy.

La population de cette petite ville avoisine les 2000 individus.

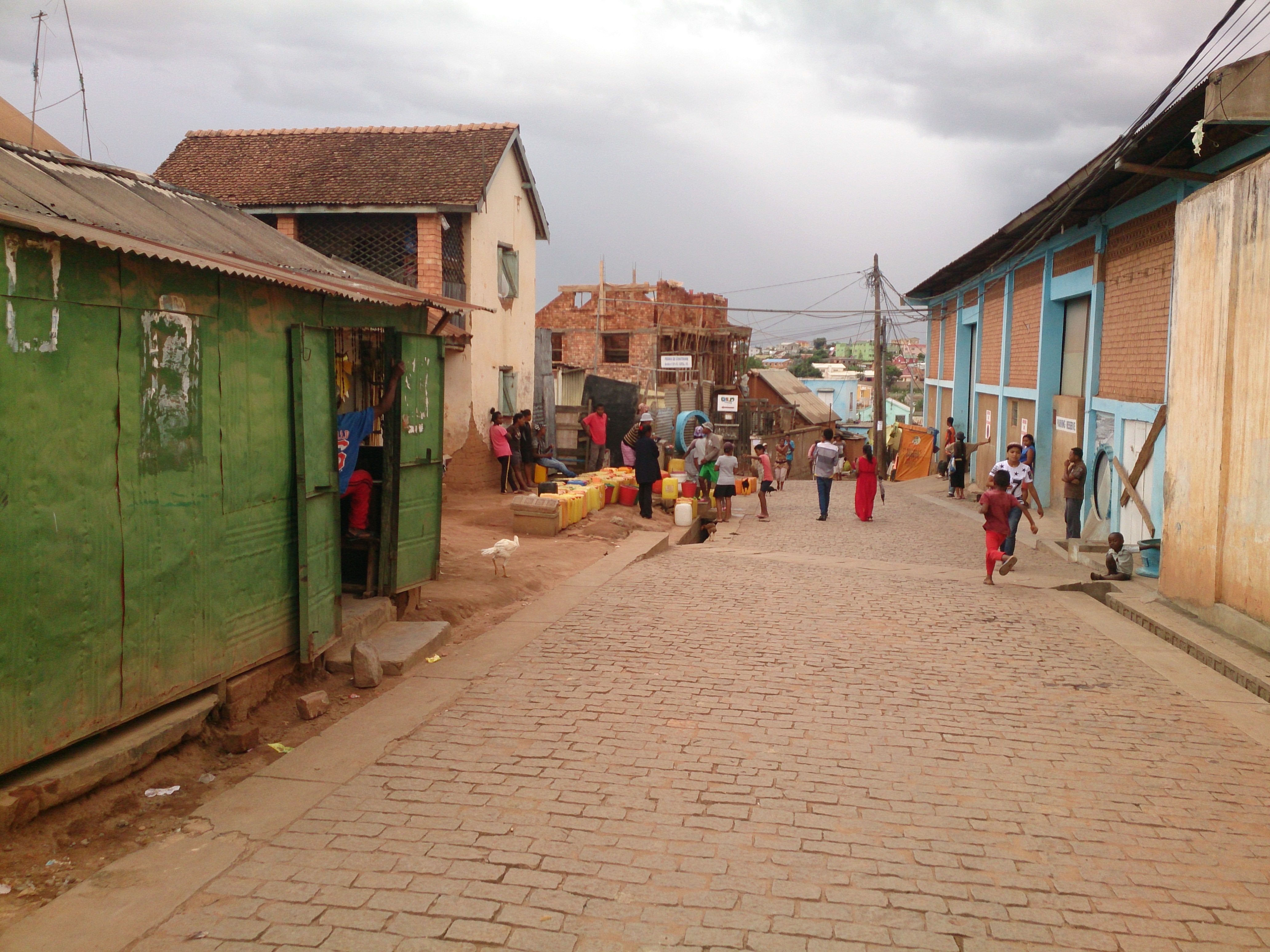
Antanifotsy, à Imerinafovoany

## Banques
- BNI Imerinafovoany.
- BMOI Imerinafovoany.
- Boa imerinafovoany.
- Sipem imerinafovoany

## Autres
- Espace Hajatiana Imerinafovoany